# روبرت إ. ويلر
روبرت إ. ويلر (بالإنجليزية: Robert E. Wheeler)‏ لواء في القوات الجوية الأمريكية.
شارك في حرب الخليج الثانية.